# Janez Janša
Janez Janša, właśc. Ivan Janša (ur. 17 września 1958 w Lublanie) – słoweński polityk, minister, wieloletni deputowany oraz lider Słoweńskiej Partii Demokratycznej, premier Słowenii w latach 2004–2008, 2012–2013 i 2020–2022.

## Życiorys
Ukończył w 1982 studia z zakresu obronności na wydziale socjologii Uniwersytetu Lublańskiego, pracował następnie w sekretariacie obrony administracji Socjalistycznej Republiki Słowenii.
W latach 80. działał w opozycji antykomunistycznej, został usunięty z zajmowanych funkcji w młodzieżówce socjalistycznej. W 1987 współtworzył przedsiębiorstwo komputerowe Mikro Ada. W 1988 za prowadzoną działalność polityczną został zatrzymany przez funkcjonariuszy służb specjalnych, następnie skazany przez sąd wojskowy za publiczną krytykę jugosłowiańskich władz państwowych.
Współtworzył Słoweński Związek Demokratyczny i niepodległościową koalicję DEMOS. W kolejnych wyborach (1990, 1992, 1996, 2000, 2004) uzyskiwał mandat posła do Zgromadzenia Państwowego. W 1993 został przewodniczącym Socjaldemokratycznej Partii Słowenii. Od tego czasu nieprzerwanie stoi na czele tego ugrupowania, od 2003 funkcjonującego pod nazwą Słoweńska Partia Demokratyczna.
Dwukrotnie sprawował urząd ministra obrony – w latach 1990–1994 (w tym w okresie wojny o niepodległość), a także ponownie od czerwca do listopada 2000 w krótkotrwałym gabinecie Andreja Bajuka. W 2004, po zwycięstwie w wyborach krajowych, kierowana przez niego SDS utworzyła (wraz z Nową Słowenią, Słoweńską Partią Ludową i partią emerytów) centroprawicową koalicję rządową. Janez Janša objął stanowisko premiera słoweńskiego rządu, które zajmował przez pełną czteroletnią kadencję.
W wyborach w 2008 demokraci nieznacznie przegrali z Socjaldemokratami, przechodząc do opozycji. Pod koniec tego samego roku Janez Janša, który utrzymał mandat poselski, został przewodniczącym rady ekspertów, stanowiącej nieformalny gabinet cieni. W wyborach w 2011 po raz kolejny został posłem, kierowana przez niego partia ponownie zajęła drugie miejsce.
28 stycznia 2012 parlament większością głosów (51 do 39) powołał go na urząd premiera, powierzając misję utworzenia rządu w ciągu 14 dni. Drugi rząd Janeza Janšy został zaprzysiężony 10 lutego 2012, uzyskując wotum zaufania. W jego skład weszli przedstawiciele pięciu ugrupowań – czterech współtworzących jego pierwszy gabinet oraz Obywatelskiej Listy Gregora Viranta.
Na początku 2013 pojawiły się zarzuty wobec Janeza Janšy dotyczące nieprawidłowości jego oświadczeń majątkowych, pozostawał też oskarżony o korupcję w procesie dotyczącym kontraktu na dostawy fińskich czołgów Patria z okresu jego pierwszego rządu. Wkrótce rozpadła się koalicja rządowa, z której wyszły DeSUS, Lista Obywatelska i SLS. 27 lutego 2013 parlament na wniosek opozycji (większością 55 do 33 głosów) przegłosował wotum nieufności dla rządu, powierzając misję sformowania nowego gabinetu Alence Bratušek. Urzędowanie zakończył 20 marca 2013, wcześniej od 1 lutego 2013 zarządzał równocześnie resortem finansów. W czerwcu tego samego roku został uznany winnym zarzutów korupcyjnych i skazany na karę 2 lat pozbawienia wolności. Wyrok ten został utrzymany w mocy przez sąd odwoławczy w kwietniu 2014.
W wyborach w 2014 ponownie uzyskał mandat deputowanego, a SDS kolejny raz zajęła drugie miejsce – tym razem za nowo powstałą Partią Mira Cerara. W czerwcu 2014, w trakcie kampanii wyborczej, stawił się do zakładu karnego celem odbycia orzeczonej kary. W grudniu 2014 został czasowo zwolniony w związku z postępowaniem kasacyjnym prowadzonym przez słoweński sąd konstytucyjny, który w kwietniu 2015 jednogłośnie uchylił skazujący byłego premiera wyrok.
W 2018 Janez Janša kolejny raz z powodzeniem ubiegał się o reelekcję; kierowana wciąż przez niego SDS zajęła w tym głosowaniu pierwsze miejsce, pozostała jednak w opozycji. W styczniu 2020 do dymisji podał się wspierany przez ugrupowania centrowe i centrolewicowe premier Marjan Šarec. Po kilku tygodniach negocjacji porozumienie o utworzeniu nowego rządu z Janezem Janšą na czele podpisały SDS, Partia Nowoczesnego Centrum, Nowa Słowenia oraz Demokratyczna Partia Emerytów Słowenii. 26 lutego prezydent Borut Pahor desygnował lidera demokratów na urząd premiera. 3 marca na tę funkcję powołał go parlament. 13 marca Zgromadzenie Państwowe zatwierdziło skład nowego gabinetu, który następnie rozpoczął urzędowanie.
15 marca 2022, w trakcie inwazji Rosji na Ukrainę, wraz z premierem Polski Mateuszem Morawieckim, wicepremierem Polski Jarosławem Kaczyńskim oraz premierem Czech Petrem Fialą, udał się do Kijowa na spotkanie z prezydentem Ukrainy Wołodymyrem Zełenskim; wizyta miała na celu wyrażenie wsparcia dla niepodległości Ukrainy.
W wyborach w tym samym roku SDS zajęła drugie miejsce, przegrywając z Ruchem Wolności; Janez Janša został wówczas wybrany na następną kadencję Zgromadzenia Państwowego. 1 czerwca 2022 na funkcji premiera zastąpił go Robert Golob.

## Odznaczenia i wyróżnienia
- Złoty Order Wolności Republiki Słowenii (1992)[19]
- „Człowiek Roku” Forum Ekonomicznego (Polska, 2020)[20]